# Scelloides armatus
Scelloides armatus är en tvåvingeart som beskrevs av Octave Parent 1933. Scelloides armatus ingår i släktet Scelloides och familjen styltflugor. Inga underarter finns listade i Catalogue of Life.